# Mounir Zeghdoud
Mounir Zeghdoud (en arabe : منير زغدود), né le 18 novembre 1970 à Constantine, est un footballeur international algérien. Il évolue au poste de défenseur central du debut des années 1990 à la fin des années 2000.

## Biographie

### En club
Formé au CS Constantine, il opte pour les seniors du CSC en 1990, puis l'USM Aïn Béïda en 1995, avant de rejoindre l'USM Alger en 1997.
Après dix années passées à l'USMA, il termine sa carrière à la JSM Béjaïa.
Il atteint les demi-finales de la Ligue des champions d'Afrique en 2003 avec l'USMA.

### En équipe nationale
Mounir reçoit 31 sélections en équipe d'Algérie entre 1995 et 2004, sans inscrire de but.
Il est l'un des piliers de la sélection algérienne avec qui il dispute les CAN 1998, 2000 et 2002. Lors de la CAN 1998, il joue trois matchs, contre la Guinée, le Burkina Faso et le Cameroun. Lors de la CAN 2000, il reste sur le banc des remplaçants. Lors de la CAN 2002, il ne joue qu'un seul match, face au Liberia.

## Palmarès
- USM Aïn Béïda :
  - Finaliste de la Coupe de la Ligue en 1996.
- USM Alger :
  - Champion d'Algérie en 2002, 2003 et 2005.
  - Vice-champion d'Algérie en 1998, 2001, 2004 et 2006.
  - Vainqueur de la coupe d'Algérie en 1999, 2001, 2003 et 2004.
  - Finaliste de la coupe d'Algérie en 2006 et 2007.
- JSM Béjaïa :
  - Vainqueur de la coupe d'Algérie en 2008.
  - Finaliste de la Coupe nord-africaine des vainqueurs de coupe en 2009.